# Fête de la Jeunesse
 (mai 2012).
Il existe ou a existé différentes fêtes officielles de la Jeunesse.

## Révolution française
La fête de la Jeunesse est une fête instituée par la Convention, durant la Révolution française, et prenant place dans le calendrier républicain.
Elle avait lieu chaque année le 10 germinal.

## Cameroun

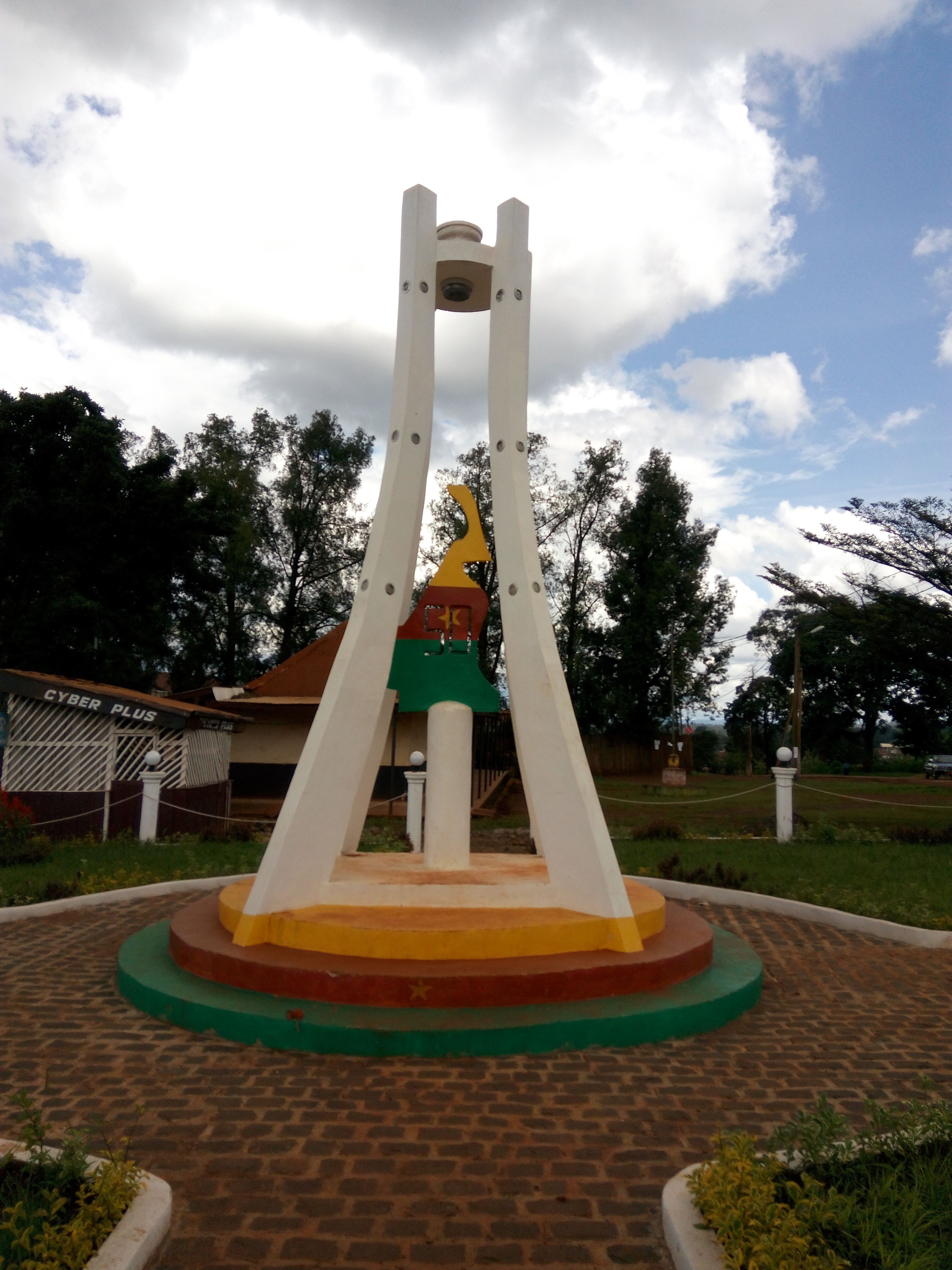
Monument du Cinquantenaire de la Fête de la Jeunesse à Mbouda.

La fête de la jeunesse a lieu le 11 février au Cameroun. Elle marque l'importance et les droits des jeunes dans le pays. En préparation à cet événement, de nombreuses activités (Danses, Exposition des Cultures folkloriques, théâtre, concours, jeux et autres activités sportives) sont organisées dans les Lycées, campus universitaires, au sein d'associations et de divers villes et quartiers du pays. Ceci afin de permettre l'épanouissement et la célébration de la Jeunesse. C'est aussi une journée marquée par des défilés administratifs de différentes écoles.

## Inde

### Philatélie
Le 11 février 1971, la République unie du Cameroun célèbre la 5e Fête de la Jeunesse en émettant un timbre d'une valeur de 30 F. En 1972 une autre série de timbres (2 F, 5 F, 10 F et 15 F) sur le même thème a été mise en circulation. En 1976 deux nouveaux timbres célèbrent le 10e anniversaire de la Fête nationale de la Jeunesse.